# Halalaimus amphidollus
Halalaimus amphidollus är en rundmaskart som beskrevs av Vitiello 1970. Halalaimus amphidollus ingår i släktet Halalaimus och familjen Oxystominidae. Inga underarter finns listade i Catalogue of Life.